# 増田彰久
増田 彰久（ますだ あきひさ、1939年1月2日 - ）は、日本の写真家。

## 人物
1939年、東京生まれ。兵庫県立芦屋高等学校、日本大学芸術学部写真学科を卒業。増田彰久写真事務所を主催。

## 受賞歴
- 1983年：第33回日本写真協会年度賞
- 1985年：第9回伊奈信男賞
- 2006年：日本建築学会文化賞

## 著書
- 「日本の建築 明治大正昭和」全10巻（三省堂）
  1. 『開化のかたち』
  2. 『様式の礎』
  3. 『国家のデザイン』
  4. 『議事堂への系譜』
  5. 『商都のデザイン』
  6. 『都市の精華』
  7. 『ブルジョワジーの装飾』
  8. 『様式美の挽歌』
  9. 『ライトの遺産』
  10. 『日本のモダニズム』
- 「建築探偵」シリーズ（深森照信共著、朝日新聞社）
  - 『建築探偵東奔西走』
  - 『建築探偵奇想天外』
  - 『建築探偵神出鬼没』
  - 『建築探偵雨天決行』
  - 『建築探偵の謎』
- 『歴史遺産 日本の洋館』全6巻（講談社）
  1. 『明治篇(1)』
  2. 『明治篇(2)』
  3. 『大正篇(1)』
  4. 『大正篇(2)』
  5. 『昭和篇(1)』
  6. 『昭和篇(2)』
- 「都市の記憶」シリーズ
  1. 『都市の記憶 美しいまちへ』（鈴木博之, 小沢英明, オフィスビル総合研究所共著、増田写真、白揚社） 2002
  2. 『日本の駅舎とクラシックホテル 都市の記憶2』（鈴木博之, 小澤英明, 吉田茂, オフィスビル総合研究所共著、増田写真、白揚社） 2005
  3. 『日本のクラシックホール 都市の記憶3』（鈴木博之, 小澤英明, 吉田茂, オフィスビル総合研究所共著、増田写真、白揚社） 2007
- 「写真集成 日本の近代化遺産」（日本図書センター）
  1. 『写真集成 日本の近代化遺産 (1) 関東編』 2000
  2. 『写真集成 日本の近代化遺産 (2) 東日本編』 2000
  3. 『写真集成 日本の近代化遺産 (3) 西日本編』 2000
- 「日本のステンドグラス」
  - 『日本のステンドグラス 彩色玻璃コレクション』（藤森照信著、増田写真、白揚社） 2003
  - 『日本のステンドグラス 小川三知の世界』（田辺千代著、増田写真、白揚社） 2008
  - 『日本のステンドグラス 宇野澤辰の世界』（田辺千代著、増田写真、白揚社） 2010
  - 『日本のステンドグラス 明治・大正・昭和の名品』（田辺千代著、増田写真、白揚社） 2013
- 『写真な建築』（白揚社）
- 『建築紅花青鳥図』（三省堂） 1983
- 『アール・デコの館 旧朝香宮邸』（藤森照信著、増田写真、三省堂） 1984
- 『西洋館再見』（岩波グラフィックス） 1985
- 『アール・ヌーヴォーの館 旧松本健次郎邸』（藤森照信, 小泉和子共著、増田写真、三省堂） 1986
- 『西洋館デザイン集成 (1) ドーム・塔柱天井照明』（藤森照信著、増田写真、講談社） 1988
- 『看板建築』（藤森照信著、増田写真、三省堂、都市のジャーナリズム） 1988、のち三省堂選書 1994
- 『英国貴族の邸宅: Robert Adam’s Country Houses』（田中亮三著、増田写真、小学館、ショトル・ミュージアム） 1997
- 『図説 上海 モダン都市の150年』（村松伸著、増田写真、河出書房新社） 1998
- 『和風モダンの不思議』（初田亨著、増田写真、王国社） 2001
- 『ニッポン近代化遺産の旅』（清水慶一著、増田写真、朝日新聞出版） 2002
- 『棟梁たちの西洋館 文明開化の夢とかたち』（中央公論新社） 2004
- 『イギリスの近代化遺産』（田中亮三著、増田写真、小学館、ショトル・ミュージアム） 2005
- 『建築のハノイ ベトナムに誕生したパリ』（大田省一著、増田写真、白揚社） 2006
- 『西洋館を楽しむ カラー版』（筑摩書房、ちくまプリマ―新書） 2007
- 『銀座建築探訪』（藤森照信著、増田写真、白揚社） 2012
- 『写真集 明治の西洋館』（日本図書センター） 2014
- 『見に行ける 西洋建築歴史さんぽ』（玉手義朗著、増田写真、世界文化社） 2017
- 『英国貴族の城館』（中島智章著、増田写真、河出書房新社） 2019
- 『図説 英国貴族の城館 カントリー・ハウスのすべて』 (田中亮三著、増田写真、河出書房新社、ふくろうの本) 2023